# Міллбері (Огайо)
Міллбері (англ. Millbury) — селище (англ. village) в США, в окрузі Вуд штату Огайо. Населення — 1193 особи (2020).

## Географія
Міллбері розташоване за координатами 41°33′53″ пн. ш. 83°25′32″ зх. д. / 41.56472° пн. ш. 83.42556° зх. д. (41.564731, -83.425516).  За даними Бюро перепису населення США в 2010 році селище мало площу 2,58 км², уся площа — суходіл.

## Демографія
Згідно з переписом 2010 року, у селищі мешкало 1200 осіб у 468 домогосподарствах у складі 352 родин. Густота населення становила 465 осіб/км².  Було 492 помешкання (191/км²).
Расовий склад населення:
| - 96,7 % — білих - 0,7 % — чорних або афроамериканців - 0,7 % — азіатів - 1,1 % — осіб інших рас |

До двох чи більше рас належало 0,9 %. Частка іспаномовних становила 4,8 % від усіх жителів.
За віковим діапазоном населення розподілялося таким чином: 25,1 % — особи молодші 18 років, 62,6 % — особи у віці 18—64 років, 12,3 % — особи у віці 65 років та старші. Медіана віку мешканця становила 40,7 року. На 100 осіб жіночої статі у селищі припадало 93,2 чоловіків;  на 100 жінок у віці від 18 років та старших — 94,6 чоловіків також старших 18 років.
Середній дохід на одне домашнє господарство  становив 69 156 доларів США (медіана — 58 036), а середній дохід на одну сім'ю — 78 675 доларів (медіана — 71 538). Медіана доходів становила 51 023 долари для чоловіків та 35 357 доларів для жінок. За межею бідності перебувало 7,6 % осіб, у тому числі 11,5 % дітей у віці до 18 років та 9,3 % осіб у віці 65 років та старших.
Цивільне працевлаштоване населення становило 723 особи. Основні галузі зайнятості: освіта, охорона здоров'я та соціальна допомога — 23,5 %, виробництво — 19,4 %, мистецтво, розваги та відпочинок — 9,8 %, транспорт — 9,7 %.